# WASP-13
WASP-13 はやまねこ座の恒星である。WASP-13 は金属量や質量が太陽と似ているが、太陽と比較して高温で、おそらくは年老いている。SIMBADのデータベースによるとこの恒星が初めて観測されたのは1997年であり、2006年に開始されたスーパーWASPでの観測対象となった。その後追加観測を経てこの恒星の周りに太陽系外惑星 WASP-13b が発見され、発見を報告する論文が2009年に出版された。

## 観測史

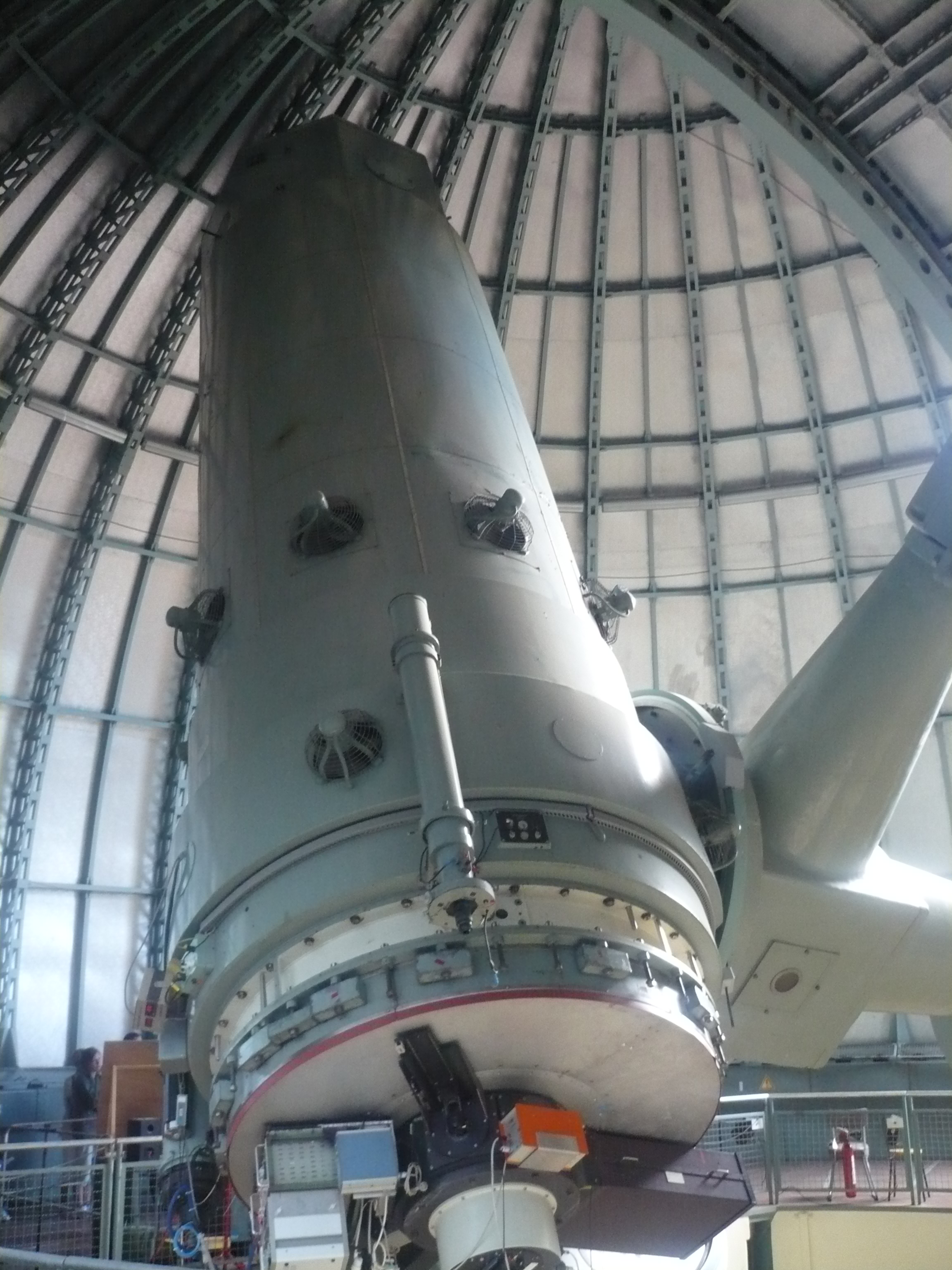
視線速度を測定するために用いられた、オート＝プロヴァンス天文台にある望遠鏡

SIMBAD のデータベースによると WASP-13 が初めて観測されたのは1997年で、これは銀河が観測された領域で天文学者が恒星の固有運動を測定している際のことであった。2006年11月27日から2007年4月1日の間に、カナリア諸島にあるスーパーWASPの SuperWASP-North 望遠鏡を用いた観測が行われ、データ解析の結果この恒星の周りを惑星が公転している可能性が示唆された。
その後、イギリス、スペイン、フランス、スイスとアメリカ合衆国の天文学者によって、スコットランドにあるジェームス・グレゴリー望遠鏡の光度計を用いて追加観測が行われた。近くに位置する明るい恒星 HD 80408 を比較星として用いた観測によって、WASP-13 のより良い精度の光度曲線が得られた。またフランスのオート＝プロヴァンス天文台にある望遠鏡に設置された分光計 SOPHIE を用いて恒星のスペクトルから、視線速度の測定も行われた。さらに北欧光学望遠鏡での観測でもスペクトルが取得され、WASP-13 の特性が決定された。SOPHIE のデータによって太陽系外惑星 WASP-13b を持つことが2008年に判明し、2009年に報告された。
SIMBAD に基づくと、WASP-13 は発見から2010年の間に10報以上の論文で取り上げられている。

## 特徴
WASP-13 はやまねこ座の方向のおよそ 230 パーセク (750 光年) の距離にある、太陽に似たG型主系列星である。見かけの等級は 10.42 であり、肉眼で見ることは出来ない。恒星の有効温度は 5826 K と太陽よりも高温である。しかし金属量は太陽に近く、鉄がどの程度濃集しているかを太陽と比較する指標である [Fe/H] は、太陽とほぼ同じ値であることを示す 0.0 である。表面重力は {\displaystyle \log g=4.04} と測定されており、また自転速度は最大で 4.9 km/s である。
WASP-13 の質量は 1.09 太陽質量、半径は 1.559 太陽半径である。恒星の理論モデルによると、太陽とほぼ同じ質量と金属量を持つ恒星は85億歳で主系列から離れ、水素殻燃焼の段階へ進化すると考えられる。スペクトルから推定されるリチウムの存在量からもこの恒星が数十億歳であることが示唆されたが、この手法ではあまり正確な年齢推定はできない。初期の推定では年齢は85億歳程度と太陽の2倍ほど年老いているとされていたが、これは非常に不確定性の大きい推定であった。その後の観測では、51億 ± 20億年という年齢の推定値が報告されている。

## 惑星系
この恒星の周囲には太陽系外惑星 WASP-13b が発見されている。軌道長半径は 0.05379 au であり、地球と太陽の距離のおよそ 5.27% に相当する。
| 名称 （恒星に近い順） | 質量                   | 軌道長半径 （天文単位）   | 公転周期 (日)        | 軌道離心率 | 軌道傾斜角 | 半径                   |
| --------------------- | ---------------------- | ------------------------- | -------------------- | ---------- | ---------- | ---------------------- |
| b (Cruinlagh)         | 0.485 +0.058 −0.052 MJ | 0.05379 +0.00059 −0.00077 | 4.353011 (± 1.3e-05) | (0)        | 85.64°     | 1.365 +0.034 −0.062 RJ |

## 名称
2019年、世界中の全ての国または地域に1つの系外惑星系を命名する機会を提供する「IAU100 Name ExoWorldsプロジェクト」において、WASP-13系はイギリスに割り当てられる惑星系となった。このプロジェクトは、「国際天文学連合100周年事業」の一環として計画されたイベントの1つで、イギリス国内での選考、国際天文学連合 (IAU) への提案を経て太陽系外惑星とその主星に固有名が承認されるものであった。2019年12月17日、IAUから最終結果が公表され、WASP-13はGloas、WASP-13 bはCruinlaghと命名された。これらは、イギリスのマン島で使われているマン島語で惑星や恒星の物理的プロセスを指す言葉に由来しており、Gloasは「（星のように）輝くこと」を意味する言葉に、Cruinlaghは「（惑星のように）周回すること」を意味する言葉に、それぞれちなんで名付けられた。